# 鴨の入首
鴨の入首（かものいれくび）は相撲の決まり手、反り手または捻り手である。日本相撲協会制定の決まり手八十二手には入っていない。

## 概要
1902年の書籍『日本相撲伝』ではこの技は両者腋の下に相手の首を抱え込んだ体勢、プロレスのブレーンバスターに入る前の体勢、から左足を半歩下げ、右足を中心に半横転し、両者、仰向けになり反り返った人橋のような形になる技だとしている。プロレスのスウィング・ネック・ブリーカー・ドロップのような技である。三つ（背後にあるまわしの結び目、三つ結い）が先に着いたほうが負けであり大概は預りになる、としている。一方、1923年の書籍『相撲』によると理論上、同時に落ちると思えるけど実際には先に反り返ったほうが勝つことが多く不思議だ、旨述べている。
1885年の書籍『古今相撲大要』によると鴨の入首は反り手である。一方、1923年の書籍『相撲』によると捻り手である。
1900年の書籍『新編相撲叢話』で徒然坊は、撞木反りと並んで花相撲以外では滅多に出ない技で明治10年ごろ、本場所で使用されたのを見たことある旨、述べている。
この技は日本相撲協会制定の決まり手八十二手には入っておらず、この技に入る前の体勢である両者が相手の腋の下に頭部を入れた体勢、日本のアマチュア相撲の中学生以下の審判規定で取組中止取直しとなる危険な体勢の名称として残っている。この体勢は獅子の谷覗き（ししのたにのぞき）という別名もある。